# Volvo 300-serien
Volvo 300-serien är att samlingsnamn på Volvos 340 och 360-modeller.